# Öbotjärnen (Karlskoga socken, Värmland)
Öbotjärnen är en sjö i Karlskoga kommun i Värmland och ingår i Göta älvs huvudavrinningsområde. Sjön är 3 meter djup, har en yta på 0,007 kvadratkilometer och befinner sig 155 meter över havet.